# جزيرة جاوة (كوتاي كارتانيغارا)
جزيرة جاوة (كوتاي كارتانيغارا) وهي جزيرة من جزر إندونيسيا، وتقع مقاطعة كوتاي كارتانيغارا في إقليم كالمنتان الشرقية في إندونيسيا.